# Tejeda de Tiétar
Tejeda de Tiétar es un municipio y localidad española de la provincia de Cáceres, en la comunidad autónoma de Extremadura. El término municipal, ubicado en la comarca de la Vera, tiene una población de 766 habitantes (INE 2024).

## Geografía
Está situado en el noreste de la provincia, en la parte occidental de la comarca de la Vera. Pertenece al partido judicial de Plasencia y a la mancomunidad integral de La Vera. En el término municipal se encuentra la pedanía de Valdeíñigos. La localidad de Tejeda tiene el título de villa.
El municipio limita con los de Arroyomolinos de la Vera, Gargüera de la Vera, Malpartida de Plasencia, Toril, Majadas de Tiétar y Pasarón de la Vera. Tiene un área de 52,83 km² con una población de 829 habitantes y una densidad de 15,50 hab./km². La extensión de su término municipal es de 5013 ha, y la población es de 829 vecinos. Al norte se levantan la sierra del Piornal y el cerro Peñalba. Disfruta de un clima templado, y reinan los vientos del norte y del este. 
Su término se encuentra bañado por el río Tiétar, que forma su límite meridional, y por las gargantas de Gargüera, la de Pasarón y la de Tejeda, la cual viene de Arroyomolínos y continúa después de la Junta hasta el pantano. 
Limita al norte con el término de Arroyomolinos de la Vera, al este con el de Pasarón, al sur con el río Tiétar y el término de Malpartida de Plasencia y al oeste con la garganta de Gargüera y el término del citado pueblo. 
| Parámetros climáticos promedio de Tejeda de Tiétar en el periodo 1961-1994                                                             | Parámetros climáticos promedio de Tejeda de Tiétar en el periodo 1961-1994 | Parámetros climáticos promedio de Tejeda de Tiétar en el periodo 1961-1994 | Parámetros climáticos promedio de Tejeda de Tiétar en el periodo 1961-1994 | Parámetros climáticos promedio de Tejeda de Tiétar en el periodo 1961-1994 | Parámetros climáticos promedio de Tejeda de Tiétar en el periodo 1961-1994 | Parámetros climáticos promedio de Tejeda de Tiétar en el periodo 1961-1994 | Parámetros climáticos promedio de Tejeda de Tiétar en el periodo 1961-1994 | Parámetros climáticos promedio de Tejeda de Tiétar en el periodo 1961-1994 | Parámetros climáticos promedio de Tejeda de Tiétar en el periodo 1961-1994 | Parámetros climáticos promedio de Tejeda de Tiétar en el periodo 1961-1994 | Parámetros climáticos promedio de Tejeda de Tiétar en el periodo 1961-1994 | Parámetros climáticos promedio de Tejeda de Tiétar en el periodo 1961-1994 | Parámetros climáticos promedio de Tejeda de Tiétar en el periodo 1961-1994 |
| Mes | Ene.                                                                       | Feb.                                                                       | Mar.                                                                       | Abr.                                                                       | May.                                                                       | Jun.                                                                       | Jul.                                                                       | Ago.                                                                       | Sep.                                                                       | Oct.                                                                       | Nov.                                                                       | Dic.                                                                       | Anual                                                                      |
| --- | -------------------------------------------------------------------------- | -------------------------------------------------------------------------- | -------------------------------------------------------------------------- | -------------------------------------------------------------------------- | -------------------------------------------------------------------------- | -------------------------------------------------------------------------- | -------------------------------------------------------------------------- | -------------------------------------------------------------------------- | -------------------------------------------------------------------------- | -------------------------------------------------------------------------- | -------------------------------------------------------------------------- | -------------------------------------------------------------------------- | -------------------------------------------------------------------------- |
| Precipitación total (mm) | 132.4                                                                      | 129.8                                                                      | 80.2                                                                       | 92.6                                                                       | 73.2                                                                       | 40.1                                                                       | 6.6                                                                        | 6.8                                                                        | 50.9                                                                       | 115.5                                                                      | 132.7                                                                      | 126.4                                                                      | 987.2                                                                      |
| Fuente: Ministerio de Agricultura, Alimentación y Medio Ambiente. Datos de precipitación para el periodo 1961-1994 en Tejeda de Tiétar |                                                                            |                                                                            |                                                                            |                                                                            |                                                                            |                                                                            |                                                                            |                                                                            |                                                                            |                                                                            |                                                                            |                                                                            |                                                                            |

## Historia
La remota procedencia es avalada por los restos arqueológicos encontrados en las proximidades de la villa, por lo que podemos deducir que en las cercanías hubo un asentamiento romanizado, todavía sin localizar. Prueba fehaciente de esta conclusión es el principal de varios restos arqueológicos que se albergan en la iglesia de San Miguel: una lápida de piedra granítica conocida coloquialmente como "La Muerte Pelona", de 87 cm de alta por 38 cm de ancha que se halla empotrada en el muro sur de la iglesia. Se trata de un ara votiva dedicada en honor de las divinidades Selais Duillas, diosas protectoras de la vegetación; aproximadamente se puede fechar en el siglo II.
Además, se han recogido en la dehesa boyal trozos de cerámica, “tégulas”, molinos de mano incompletos, piedras con inscripciones, como la losa encontrada por Marcos Manzano, de carácter funerario, grabada a finales del siglo II o principios del III, cuya traducción dice: “A Lucio… Su hijo Camalo, Pinara y Apana, hijas de Lucio y su mujer Pisira, (hija) de Boutio y su madre Cabura, hija de Cenón, procuraron hacerlo” (V. La Micaela N.º 86); y se sabe de alguna tumba excavada en la roca. Todos estos hallazgos nos muestran la existencia de alguna villa romana en las proximidades de la localidad. 
Tejeda aparece por primera vez en la Pizarra de Barrado (siglo VI) como Tiliata.
Un hecho trascendental para la villa acaeció en la segunda mitad del siglo XVII En esta centuria como consecuencia de las enormes necesidades de la Corona a causa de las guerras y debido a la crisis de la Monarquía de los Austria, se va a producir un importante tránsito de aldeas y lugares de realengo a la condición de villas señoriales a cambio de fuertes sumas de dinero, volviéndose a una nueva feudalización. 
Así el 28 de abril de 1656 Catalina Antonia de Vera y Tovar, Dama de la Reina (aún no había heredado el título de Condesa), compró al rey Felipe IV la Jurisdicción, Señorío y Vasallaje del lugar de Texeda, como se lee en el manuscrito de compra‑ venta que se conserva en el Archivo General de Simancas, por la cantidad de 7.5049849 maravedís de vellón, con esta venta TEJEDA adquiere el privilegio de Villazgo; antes era aldea o lugar, población sin jurisdicción y sin privilegios. Y para mostrar su poder de Jurisdicción Propia manda "poner y pongan en el dicho lugar orca: picota, cuchillo, cárcel, cepo, azote y las demás insignias de jurisdicción que para ello fueren necesarios". 
La Picota, conocida popularmente por la Micaela, tal vez, debido a una derivación femenina del nombre latino Michael (Micael), que significa Miguel, Patrón de la villa, San Miguel, se ha mantenido en pie en la plaza que llaman El Rollo, en la antigua plaza de la Villa, hasta el año 1925 que fue destruido por mandato de un alcalde durante la dictadura del general Primo de Rivera 
La condesa muere el 12 de septiembre de 1685, como reza la partida de defunción que ha trascrito José Miguel de Mayorazgo y Lodo, conde de los Acevedos. Diez días antes, testó ante Juan Novoa, escribano real, "estando achacosa, pero en mi juicio y entendimiento natural", como ella misma acepta. Después de referirse a distintas encomiendas escribe: "Y usando de la facultad que tengo, desde ahora doy por libre de dicho Señorío y Vasallaje a dicha mi villa de TEJEDA y a todos los vecinos de ella para que por sí se gobiernen y rijan, porque no quiero que tengan otro dueño, no siéndolo yo". 
Este gesto propio de su nobleza ha sido grabado en mármol en la plaza Mayor por sus vasallos, cuando hace unos años se conmemoró el tercer centenario de la liberación de la Villa. 
Otro hecho que es necesario reseñar para comprender la Historia de Tejeda tuvo lugar en el parque de Monfragüe, único espacio natural protegido de Extremadura, en la pequeña ermita que se construyó al lado poniente del castillo. A los pies de la Virgen se conservan unos hermosos azulejos talaveranos que decoran el frontal del altar, y a ambos lados, en la parte inferior, figuran sendos medallones, y dentro una escritura de mayúsculas, enlazadas aquellas letras que tienen algún trazo común: en el letrero de la izquierda nos parece escuchar el clamor de nuestros antepasados que nos recuerdan “ESTE FRONTAL ICIERON DE LIMOSNAS”, y las últimas palabras que con orgullo y honor tatuaremos en lo mejor de nuestros cuerpos “LOS DEBOTOS DE LA BILLA DE TEIEDA ‑ 1685”.
A la caída del Antiguo Régimen la localidad se constituyó en municipio constitucional en la región de Extremadura, entonces conocido como Tejeda. Desde 1834 quedó integrado en el partido judicial de Plasencia. En el censo de 1842 contaba con 85 hogares y 466 vecinos. A mediados del siglo XIX, el lugar tenía contabilizadas 70 casas. Aparece descrito en el decimocuarto volumen del Diccionario geográfico-estadístico-histórico de España y sus posesiones de Ultramar de Pascual Madoz de la siguiente manera:

TEJEDA: l. con ayunt. en la prov. y aud. terr. de Cáceres (15 leg.), part. jud. y dióc. de Plasencia (3), c. g. de Estremadura (Badajoz 29). sit. en una hermosa llanura poblada de olivos, es de clima templado, reinan los vientos N. y E. y se padecen calenturas estacionales: tiene 70 casas, igl. parr. (San Miguel), con curato de entrada y provision del diocesano; y en los afueras una ermita titulada del Cristo. Se surte de aguas potables en una fuente muy abundante de escelente calidad. Confina el térm. por N. con el de Gargüera; E. Arroyo-molinos y Pasarón; S. Majadas, y O. Malpartida, estendiéndose una leg. de N. á S.; lo mismo de E. á O. y comprende las deh. de propios y baldios, con monte de encina, algunos huertos y buenos prados cerrados para heno. Le baña el r. Tietar, que forma su limite meridional, y la garganta llamada del Becerro, de curso perenne que da movimiento á 2 molinos harineros. El terreno es llano y de buena calidad: los caminos vecinales: el correo se recibe en Plasencia por baligero, cada 8 dias. prod.: aceite, algunos granos y seda; se mantiene ganado vacuno, cabrio, lanar y de cerda, y se cria caza menuda. ind. y comercio: 3 lagares de aceite, de cuyo fruto se hace gran saca para Castilla la Vieja. pobl.: 85 vec., 465 alm. cap. prod.: 898,300 rs. imp.: 44,915. contr.: 5,956 rs., 6 mrs.
(Madoz, 1849, pp. 685-686)

Hasta principios del siglo XX, el municipio se seguía llamando simplemente "Tejeda". Fue el 2 de julio de 1916, en la Gaceta de Madrid cuando se publica un real decreto aprobando la reforma propuesta por la Real Sociedad Geográfica cambiando la denominación de algunos pueblos de España para evitar, según ellos, "la extraordinaria y lamentable confusión" con otras localidades del mismo nombre. Y de esta manera queda redactado: "Tejeda, partido de Plasencia, se llamará Tejeda de Tiétar".

## Demografía
Tejeda de Tiétar cuenta con una población de 766 habitantes (INE 2024).
| Gráfica de evolución demográfica de Tejeda de Tiétar entre 1842 y 2021 |
| |
| Población de derecho según los censos de población del INE Población de hecho según los censos de población del INEEn estos censos se denominaba Tejeda: 1842, 1857, 1860, 1877, 1887, 1897, 1900 y 1910. |

## Política
El Ayuntamiento de Tejeda de Tiétar tiene su casa consistorial en el pósito de la villa, edificio histórico del siglo XVIII ubicado en la plaza mayor, de cuya estructura original como pósito se conservan algunos restos. Gran parte de los servicios municipales están delegados a la Mancomunidad Intermunicipal de La Vera, una mancomunidad integral creada en 1986 en la que están asociados todos los municipios veratos.
En la siguiente tabla se muestran los votos en las elecciones municipales de Tejeda de Tiétar, con el número de concejales entre paréntesis, desde las primeras elecciones municipales democráticas:
| Año  | Año | Socialistas                 | Populares          | Regionalistas                | Otros                    |
| ---- | --- | --------------------------- | ------------------ | ---------------------------- | ------------------------ |
| 1979 |     | PSOE: 230 (4)               | No se presentaron  | No se presentaron            | UCD: 288 (5)             |
| 1983 |     | PSOE: 268 (5)               | AP-PDP-UL: 142 (2) | EU: 128 (2)                  | PCE: 19 (0)              |
| 1987 |     | PSOE: 261 (4)               | AP: 240 (4)        | EU: 78 (1)                   | No hubo más candidaturas |
| 1991 |     | PSOE: 242 (4)               | PP: 197 (3)        | EU: 159 (2)                  | No hubo más candidaturas |
| 1995 |     | SIEX: 131 (2) PSOE: 120 (1) | PP: 240 (4)        | Coalición Extremeña: 147 (2) | IU-LV-CE: 50 (0)         |
| 1999 |     | SIEX: 133 (2) PSOE: 58 (0)  | PP: 222 (3)        | PREX-CREX: 120 (2)           | IU-CE: 117 (2)           |
| 2003 |     | PSOE: 381 (5)               | PP: 202 (3)        | No se presentaron            | AE: 91 (1)               |
| 2007 |     | PSOE: 468 (5)               | PP-EU: 163 (2)     | PP-EU: 163 (2)               | IU-SIEX: 42 (0)          |
| 2011 |     | PSOE: 385 (5) SIEX: 39 (0)  | PP-EU: 209 (2)     | PP-EU: 209 (2)               | No hubo más candidaturas |
| 2015 |     | PSOE: 384 (5)               | PP: 189 (2)        | No se presentaron            | No hubo más candidaturas |
| 2019 |     | PSOE: 374 (5)               | PP: 173 (2)        | No se presentaron            | No hubo más candidaturas |
| 2023 |     | PSOE: 302 (4)               | PP: 261 (3)        | No se presentaron            | No hubo más candidaturas |

El municipio ha tenido los siguientes alcaldes desde 1979:
| Periodo   | Nombre                                                                  | Partido |
| --------- | ----------------------------------------------------------------------- | ------- |
| 1979-1983 | Leonardo Garrido García                                                 | UCD     |
| 1983-1987 | Agustín González Terrón                                                 | PSOE    |
| 1987-1991 | Juan Carlos Campos Gómez                                                | EU      |
| 1991-1995 | Antonio Álvarez Timón (hasta 1992) Agustín González Terrón (desde 1992) | PP PSOE |
| 1995-1999 | Hipólito Paniagua Conejero                                              | PP      |
| 1999-2003 | José María Villarín Benito                                              | SIEX    |
| 2003-2007 | María Dolores Paniagua Timón                                            | PSOE    |
| 2007-2011 | María Dolores Paniagua Timón                                            | PSOE    |
| 2011-2015 | María Dolores Paniagua Timón                                            | PSOE    |
| 2015-2019 | María Dolores Paniagua Timón                                            | PSOE    |
| 2019-2023 | María Dolores Paniagua Timón                                            | PSOE    |
| 2023-act. | María Dolores Paniagua Timón                                            | PSOE    |

## Símbolos
El escudo heráldico municipal de Tejeda de Tiétar fue aprobado mediante la Orden de 13 de febrero de 1987, por la que se aprueba el escudo heráldico municipal del Ayuntamiento de Tejeda de Tiétar (Cáceres), publicada en el Diario Oficial de Extremadura el 3 de marzo de 1987, luego de haber aprobado el escudo el pleno municipal el 6 de septiembre de 1986 y haber emitido informe favorable la Real Academia de la Historia el 23 de enero de 1987. El escudo se define así:

Escudo mantelado. Primero, en campo de oro, una banda de sable. Segundo, veros en ondas de plata y azur. Tercero, el mantel de plata con un tejo de sinople terrasado de su color. Timbrado con corona real.

El escudo de la villa condensa en los símbolos que contiene la historia del municipio:
- En el mantel inferior se representa un tejo, en latín “taxus”, árbol sagrado de los celtas, de hoja perenne, de donde deriva la etimología del nombre TEJEDA, como señala Joan Corominas en su Diccionario Crítico Etimológico de la Lengua Castellana.
- En el mantel derecho del escudo se ha representado en campo de oro una banda de sable, que son las armas de don Gutierre de Carvajal, Obispo de Plasencía, el cual durante su episcopado (1524‑1559) reconstruyó el templo parroquial de la Villa, su principal obra de arte, como lo demuestra el escudo del Obispo esculpido y policromado en la gran clave de la bóveda de crucería que cubre la capilla mayor.
- En el mantel izquierdo se muestra las armas de los Vera: Veros en ondas de plata y azur, escudo de Doña Catalina Antonia de Vera y Tovar, Condesa de la Roca, Vizcondesa de Sierrabrava y Señora de Tejeda.

## Servicios públicos

### Educación
La villa alberga la sede administrativa del CRA Vera-Tiétar, un centro educativo rural de educación infantil y primaria del que forman parte, además de las aulas de Tejeda y Valdeíñigos, las de cuatro municipios vecinos: Arroyomolinos de la Vera, Gargüera, Pasarón de la Vera y Torremenga. Funciona de forma agrupada desde 1995. El aula de Tejeda se ubica en la entrada occidental de la villa por la carretera EX-203, frente a la ermita de San Sebastián. La educación secundaria puede estudiarse en el IES Maestro Gonzalo Korreas de Jaraíz de la Vera.

### Sanidad
El municipio pertenece a la zona de salud de "Plasencia I – Luis de Toro" en el área de salud de Plasencia. En la villa hay un consultorio de atención primaria y una farmacia, ambos ubicados junto a la escuela. Valdeíñigos cuenta con un consultorio y botiquín.

### Transportes
Carreteras
El casco urbano de la villa está atravesado por la carretera autonómica EX-203, importante vía de comunicación que recorre toda La Vera de oeste a este, convirtiendo a este conjunto de municipios en una especie de ciudad lineal. Dentro de la EX-203, Tejeda de Tiétar es la única localidad ubicada a medio camino entre Plasencia y la aglomeración de Jaraíz-Torremenga-Collado, que son respectivamente la ciudad de referencia y el principal lugar habitado de La Vera. En el municipio, la EX-203 es localmente denominada como "carretera de Plasencia".
Hacia el noreste salen de la EX-203 dos carreteras provinciales que llevan a la EX-213, la carretera autonómica que une La Vera con el valle del Jerte. La CC-240 o "carretera de Pasarón" es la única de las dos que sale de la propia villa: parte de la EX-203 junto al centro cultural, sale de la villa por la ermita del Cristo y tiene un paseo hasta el cementerio municipal; tras abandonar el casco urbano se dirige a Pasarón de la Vera, en un tramo interurbano con un estado aceptable, aunque algo estrecho y sin arcén. Por el oeste del término municipal sale la CC-238, que une la EX-203 con Arroyomolinos de la Vera, con un estado similar al de la CC-240.
La conexión con Gargüera y Valdeíñigos no se hace a través de carreteras, sino que se llega a estas dos localidades por estrechos caminos rurales asfaltados; el primero sale de la EX-203 hacia el norte frente a la ermita de San Sebastián, y el segundo sale hacia el sur por la calle San Isidro. A través del camino de Valdeíñigos, o bien siguiendo la EX-203 hasta el término de Gargüera, se puede acceder a la carretera autonómica EX-389, que da entrada a la EX-A1, la autovía más cercana a Tejeda, que pasa a unos 10 km de la villa.
Autobús
La villa cuenta con una parada de autobús en el cruce de la carretera EX-203 con el camino a Valdeíñigos. Por su ubicación entre Plasencia y Jaraíz de la Vera, ambas localidades importantes con estación de autobús propia, Tejeda de Tiétar cuenta con amplias conexiones, bastando con desplazarse a una de estas dos localidades para acceder a diversos destinos como Madrid, Navalmoral de la Mata o Cáceres, en algunos casos con transbordo y en otros con conexión directa. Aunque en Tejeda de Tiétar hay varias paradas diarias de las diversas rutas que pasan por la EX-203, los horarios son variables por establecerlos libremente cada empresa concesionaria; debido a ello, es muy recomendable consultar a la estación de Plasencia o a la de Jaraíz antes de entrar o salir en autobús de esta villa.
Ferrocarril
Históricamente Tejeda de Tiétar llegó a contar en sus cercanías con una estación ferroviaria, el apeadero de La Bazagona, ubicado en el término municipal de Malpartida de Plasencia pero a tan solo 12 km del casco urbano de Tejeda, siendo este apeadero muy cercano a Valdeíñigos. Forma parte de la línea Madrid-Valencia de Alcántara, pero actualmente los trenes pasan por ahí sin hacer parada. Debido a este cierre, el acceso a la red ferroviaria desde Tejeda se debe hacer a través de las estaciones de  Plasencia, Casatejada o Navalmoral de la Mata.

## Patrimonio
El principal edificio histórico de la villa es la iglesia parroquial de San Miguel, ubicada en las afueras septentrionales del casco urbano. El templo fue construido en los siglos XVI-XVII y destaca por albergar un notable retablo mayor de 1568, así como la imagen mariana medieval de Nuestra Señora de la Torre, del siglo XIII, y un ara votiva conocida como "Muerte Pelona", del siglo II. El edificio está declarado bien de interés cultural en la categoría de Monumento desde el 13 de diciembre de 1979.
Junto a la iglesia, a las afueras de la villa hay dos ermitas del siglo XVII: la ermita del Cristo y la ermita de San Sebastián. En los primeros años del siglo XXI se añadió en la dehesa boyal una tercera ermita, la ermita de Nuestra Señora de la Torre, que sustituye a una antigua ermita homónima que se ubicaba en el término municipal de Gargüera y había sido desamortizada en el siglo XIX.
Por su ubicación geográfica, el casco urbano de la villa alberga una arquitectura vernácula propia, con características híbridas entre las propias de las localidades de sierra y llano. De la tradición arquitectónica serrana de la zona destacan los materiales: mampostería con algunos refuerzos de sillería, y notable uso de la madera para la construcción en varios elementos. Del llano adquiere la expansión en anchura de las viviendas, frente al objetivo serrano de aprovechar el limitado espacio construyendo casas más altas. En muchas viviendas hay grandes balcones de cantería, y rejas de cierto valor artístico. Aunque la villa no llega a formar un conjunto histórico por albergar numerosas viviendas de nueva construcción, el Plan General Municipal de 2019 protege trece casas típicas con algún elemento destacable.
Entre los edificios civiles históricos de Tejeda de Tiétar destaca el pósito de la villa, que data del siglo XVIII y actualmente se usa como casa consistorial. Por su antigüedad también destaca la fuente de Abajo, de 1799.
Por su parte, el poblado de Valdeíñigos cuenta con su propio patrimonio histórico-artístico, representativo de la arquitectura que el Instituto Nacional de Colonización desarrolló a mediados del siglo XX en los regadíos del Alagón y Tiétar.

## Fiestas locales
- San Sebastián, el 20 de enero.
- Ferias de ganado, el 25 de mayo y 20 de julio.
- Nuestra Señora de la Torre, el 15 de agosto, es una celebración que cuenta con gran fervor popular.
- Santísimo Cristo, el 14 de septiembre.
- San Miguel, el 29 de septiembre, una tradición que data del siglo XVI y constituye la principal celebración de Tejeda.
- Romería de la Virgen de la Torre (primer domingo de mayo)